# Ptychohyla
Genre
Ptychohyla est un genre d'amphibiens de la famille des Hylidae.

## Répartition
Les treize espèces de ce genre se rencontrent en Amérique centrale, dans la moyenne montagne du Sud du Mexique à l'Ouest du Panama.

## Liste des espèces
Selon Amphibian Species of the World (9 juin 2017) :
- Ptychohyla acrochorda Campbell & Duellman, 2000
- Ptychohyla dendrophasma (Campbell, Smith, & Acevedo, 2000)
- Ptychohyla erythromma (Taylor, 1937)
- Ptychohyla euthysanota (Kellogg, 1928)
- Ptychohyla hypomykter McCranie & Wilson, 1993
- Ptychohyla legleri (Taylor, 1958)
- Ptychohyla leonhardschultzei (Ahl, 1934)
- Ptychohyla macrotympanum (Tanner, 1957)
- Ptychohyla panchoi Duellman & Campbell, 1982
- Ptychohyla salvadorensis (Mertens, 1952)
- Ptychohyla sanctaecrucis Campbell & Smith, 1992
- Ptychohyla spinipollex (Schmidt, 1936)
- Ptychohyla zophodes Campbell & Duellman, 2000

## Publication originale
- Taylor, 1944 : A new genus and species of Mexican hylid frogs. University of Kansas Science Bulletin, vol. 30, no 3, p. 41-45 (texte intégral).